# Pedro Mendes (football, 1979)
Pour les articles homonymes, voir Pedro Mendes et Mendes.
Pedro Miguel da Silva Mendes, né le 26 février 1979 à Guimarães, est un joueur de football portugais. Durant sa carrière, il évolue au poste de milieu de terrain.

## Biographie
Pedro Mendes a fait partie intégrante du FC Porto,vainqueur de la ligue des champions 2004 contre Monaco. Comme beaucoup de ses coéquipiers (Ricardo Carvalho,Paulo Ferreira, Deco ou Nuno Valente), il quitte le Portugal à la fin de la saison.
Après un passage mitigé à Tottenham, il se relance à Porsmouth, puis aux Rangers dans un poste de milieu organisateur reculé où il excelle par sa qualité de passe.
Moins reconnu que ses pairs champions d'Europe et n'évoluant pas dans un top club européen, il goûte assez peu aux joies de la sélection lusitanienne.
Il prend sa retraite au terme de la saison 2011-2012.

## Palmarès
- Champion du Portugal en 2004 avec Porto
- Vainqueur de la Ligue des champions en 2004 avec Porto
- Vainqueur de la FA Cup en 2008 Portsmouth

### Personnel
- Membre de l'équipe-type de Scottish Premier League en 2009

Homonyme du défenseur de Montpellier, et probablement de milliers de portugais.